# Théâtre Déjazet

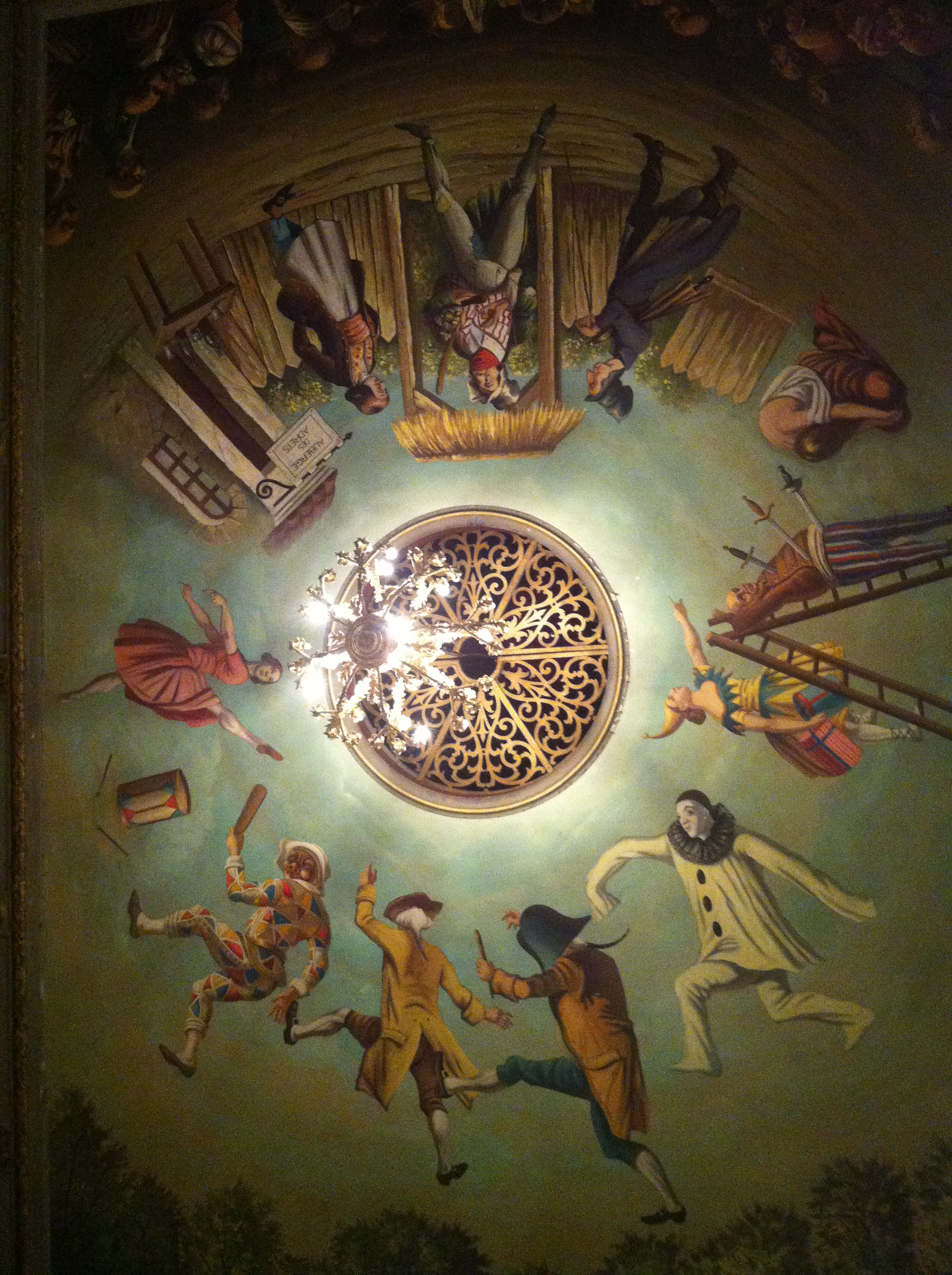
Deckenmalerei im Hauptsaal

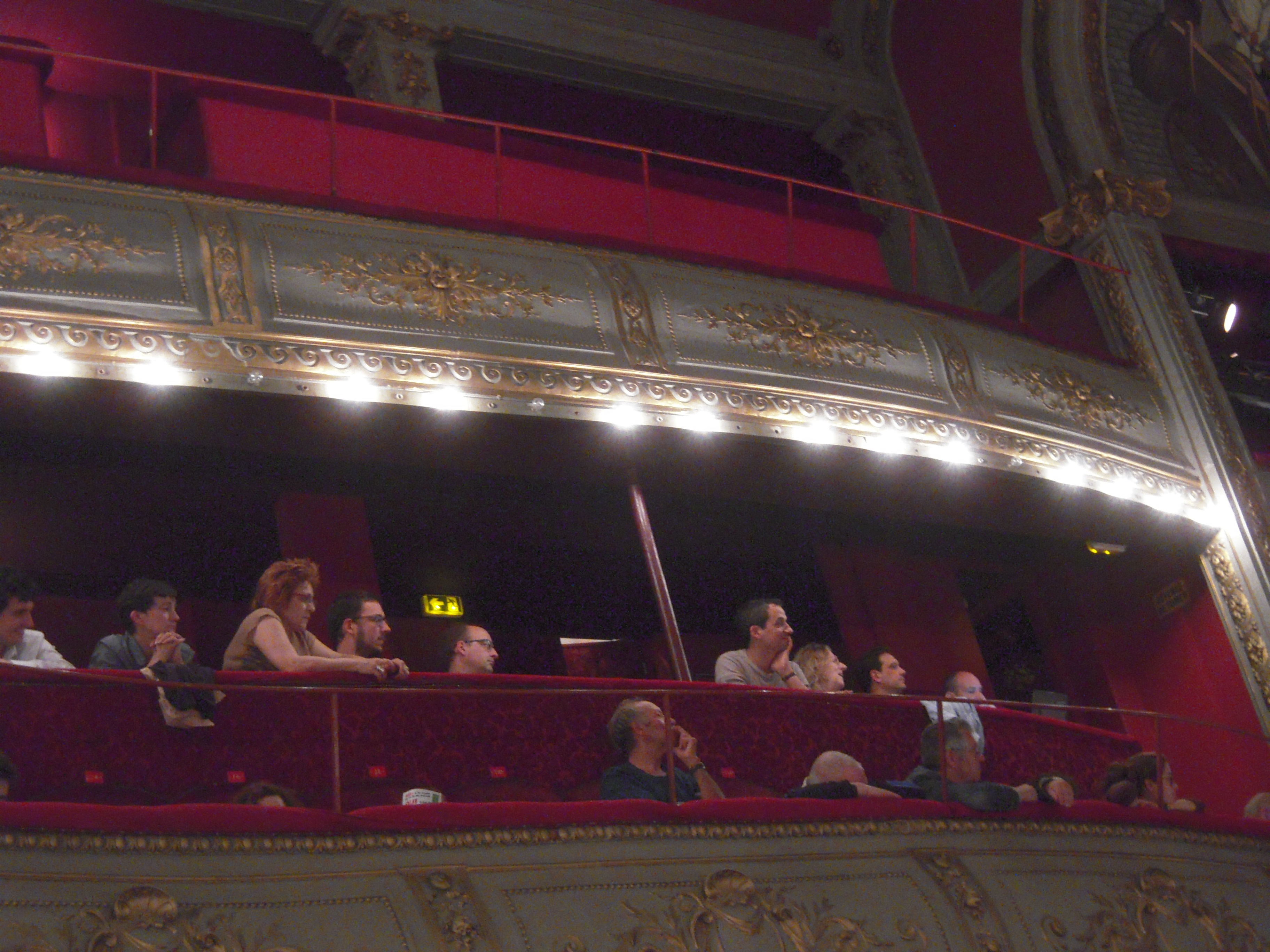
Balkone im Hauptsaal

Das Théâtre Déjazet ist ein privates Theater auf dem Boulevard du crime genannten Boulevard du Temple im 3. Arrondissement von Paris. Im Laufe der Jahre wurde das Haus unter wechselnden Namen als Les Folies Mayer, Les Folies-Concertantes, Les Folies-Nouvelles, Troisième-Théâtre-Français und weiteren Namen geführt.

## Der Vorgängerbau
Der damals noch als comte d’Artois bekannte Karl X. ließ 1786 von seinem Architekten François-Joseph Bélanger auf dem Grundstück mit der Hausnummer 39 ein Gebäude, das einen Billardsaal und einen Saal für das Jeu de Paume beherbergte, errichten. Nach dem Ende der Monarchie bekam der Bau verschiedenste Nutzungen und verfiel nach und nach.

## DasLes Folies Mayer
1852 erhielten die Brüder Mayer, zwei Chansoniers, die Erlaubnis an der Rue de Temple, auf dem Vorgängerbau, ein Gebäude für ein Musikcafé zu errichten, das den Namen Les Folies Mayer trug. Die Erlaubnis für Aufführungsbetriebe ließ bestenfalls Zweipersonenstücke zu, die von einem kleinen Orchester begleitet wurden.

## Les Folies-ConcertantesundLes Folies-Nouvelles
Der damals noch unbekannte Hervé übernahm 1854 das Etablissement. Hervé erhielt dann auch die Erlaubnis das Etablissement in ein kleines Theater umzubauen. Das Theater hieß nach der Neueröffnung Les Folies-Concertantes. Hervé stellt kurze Stücke zusammen, die oft aus komischen Szenen mit einem Liedchen bestanden. Erfolgreich waren auch die Nummern des Pantomimen Paul Legrand und dem Komiker Charles Delaquis, die vom Théâtre des Funambules beziehungsweise Théâtre Petit Lazari kamen.
Der Journalist und Theaterkritiker Louis Huart, der auch Chefredakteur des Le Charivari war, und Marie-Michel Altaroche, Direktor des l'Odeon, begannen sich für das Theater zu interessieren. So übernahmen sie das Haus noch 1854, erweiterten es und nannten es in Les Folies-Nouvelles um. Hervé blieb bis 1857 künstlerischer Direktor. Unter seine Verantwortung fällt auch das Debüt Jacques Offenbachs mit der Uraufführung des Einakters Oyayaye, ou la reine des îsles, zu dem Jules Moinaux das Libretto schrieb.

## DasThéâtre DéjazetI
1859 kaufte die Schauspielerin Virginie Déjazet das Theater und benannte es nach sich selbst in Théâtre Déjazet. Sie führte das Theater zusammen mit ihren Sohn. Es wurden Operetten, Vaudevilles, Komödien und Revuen gegeben. Eines der ersten Stücke von Victorien Sardou wurde hier aufgeführt. 1862 begann eine Zeit des Umbruchs. Baron Haussmanns ließ im Rahmen der Stadterneuerung fast alle Gebäude der Straße Abreißen. Das Déjazet jedoch blieb stehen und bekam die Hausnummer 41.
An Mariä Himmelfahrt 1869 wohnte sogar Napoleon III. einer Aufführung bei. Die Eintrittskarten waren für ihn kostenlos. Schon 1 Jahr später begann der Deutsch-Französische Krieg. Was aber zuerst keinen Einfluss hatte. Aber der Spielbetrieb musste doch 1871 kurz eingestellt werden, als Milizen der Pariser Kommune auf dem boulevard du Temple Barrikaden errichteten und das Theater besetzten.

## Troisième-Théâtre-Français
Ein Führungswechsel 1876 brachte wieder eine Umbenennung mit sich. Das Theater trug nun den Namen Troisième-Théâtre-Français. Es änderte sich aber nicht nur der Namen. Der neue Direktor, Hilarion Ballande, ließ das Theater gründlich umbauen. Die Bühne selbst wurde nicht nur vergrößert, sondern auch prunkvoller gestaltet und die Decke des Saals wurde entfernt und um zwei Meter erhöht. Der Saal wurde in einer Kritik als einer der vornehmsten Paris’ bezeichnet und hatte 1042 Sitzplätze. Auch im Programm änderte sich einiges. Im alten Déjazet wurden kaum erstklassige Stücke gegeben. Oft wurde eine Inszenierung bis zu neun Monate lang zu Tode gespielt. Das neue Programm bestand hauptsächlich aus Dramen und Komödien. Es kamen viele Stücke von jungen Autoren zur Aufführung, wie beispielsweise Paul Delair, Ernest de Calledons Adaptionen von Voltaires Lustspielen, aber auch bekannte Größen wie Ernest Legouvé.

## DasThéâtre DéjazetII
Nachdem Ballande 1880 das Theater verlassen hatte, wurde von seinem Nachfolger der alte Namen Déjazet wieder aufgenommen. Leon Gandillots Erstlingswerk les femmes collantes feierte 1886 einen überwältigenden Erfolg. Leon Gandillot wurde auch in den folgenden Jahren oft gespielt. Aber es wurden nicht nur neueste Stücke inszeniert. In der Spielsaison 1896–1897 wurden beispielsweise Les locataires de M. Blondeau von Henri Chivot oder Un Lycée de jeunes filles von Louis Gregh und Alexandre Bisson in den Spielplan aufgenommen.
Das änderte sich auch im neuen Jahrhundert nicht. 1901 wurde unter anderem Le Plus Heureux des trois von Eugène Labiche gegeben. Vor und während des Ersten Weltkrieges kamen neben Komödien und Revuen auch militärische und patriotische Stücke von André Mouëzy-Éon zur Aufführung. Auch in den 1920er und 1930er Jahren wurde stets aktuelles, beispielsweise Stücke von Raoul Praxy, Jacques Ibert und Philippe Chabaneix, sowie Jean Guitton gespielt.
1937 erfolgte von dem bekannten Theaterkritiker Lucien Dubech der Abgesang, in dem das Déjazet, neben dem Théâtre du Palais-Royal, schlecht weg kommen. Die Schauspieler seien nicht alle so schlecht und es würde eine gute Tradition gepflegt. Die gliche aber einem gerupften Flügel, der nicht mehr schlägt.

## Kino
Tatsächlich endete der Theaterbetrieb 1939 und der Saal wurde zum Kino umgenutzt. Dazu wurden die Balkone geschlossen und eine Leinwand wurde installiert. Das Kino wurde aber schon mit Beginn der deutschen Besatzung 1940 geschlossen und öffnete erst nach dem Kriege wieder. Hatte das Haus immer noch den Namen Déjazet so wurde es 1964 in Le France geändert. 1977 wechselte das Kino den Betreiber und der Saal wurde, wie die zahlreichen Nebenräume, im laufenden Betrieb restauriert. Im selben Jahr wurde das Kino jedoch administrativ geschlossen und erst 1981 wurde von der commission de sécurité der Spielbetrieb wieder erlaubt. Es sollte aber noch bis 1983 dauern, bis wieder Leben einkehrte.

## Bis heute
Die Wiedereröffnung erfolgte zuerst unter dem Namen Déjazez Music-hall später aber als Cinema-Theater Déjazet bekannt. Neben dem Kinobetrieb, als Programmkino, fanden auch zahlreiche Konzerte wie beispielsweise von Steve Lacy, Vince Taylor oder Téléphone statt.
1985 erfolgte ein neuerlicher Betreiberwechsel. Der Jazzmusiker Jacky Joel-Julien und Hervé Trinquier, ein klassischer Musiker, beider Mitglieder in der Fédération anarchiste, wollte das Déjazet wieder auferstehen lassen. Der Name TLP-Déjazet sollte der Verwaltung den anarchistischen Hintergrund verschleiern. Offiziell war es das Theatre, Lyrique and Poesy, aber der wirkliche lautete théâtre Libertaire de Paris (anarchistisches Theater von Paris). Das überwiegend frankophone Programm bediente vorwiegend die Genres Chanson und Jazz und war durchaus politisch. Das Theater firmiert heute wieder als Théâtre Déjazet.